# Эйслер, Ханс
Ханс Э́йслер (нем. Hanns Eisler; 6 июля 1898, Лейпциг, — 6 сентября 1962, Восточный Берлин) — немецкий композитор и общественный деятель, член Немецкой академии искусств, автор музыки гимна Коминтерна и гимна ГДР. Член Коммунистической партии Германии с 1926 года.

## Биография
Родился в семье известного философа Рудольфа Эйслера и Иды Марии, урождённой Фишер. Его сестра — немецкая коммунистка Рут Фишер, брат — левый журналист Герхарт Эйслер. В 1901 году семья переехала из Лейпцига в Вену, где Ханс получил общее образование.
Музыкальные способности Ханса Эйслера обнаружились рано, но возможность систематически заниматься музыкой появилась только после Первой мировой войны, которую прошёл с 16 лет и был дважды ранен. В 1919—1923 годах в Мёдлинге под Веной брал частные уроки композиции у А. Шёнберга. В 1925 году переехал в Берлин, где увлёкся коммунистическими идеями и в 1926 году вступил в Немецкую компартию. В 1931 году возглавил «Боевую организацию рабочих певцов», находившуюся в сфере влияния Коммунистической партии. В этот период началось его творческое сближение с писателями Б. Брехтом, Э. Вайнертом, И. Бехером и певцом Эрнстом Бушем. В 1932 году написал музыку для фильма Златана Дудова «Куле Вампе, или Кому принадлежит мир?», сценарий к которому был написан Бертольтом Брехтом и Эрнстом Отвальтом. 
В 1933 году из-за своего еврейского происхождения эмигрировал. Жил в Австрии, Франции, Дании, Англии, СССР, Испании, где участвовал в гражданской войне. С 1940 по 1948 годы жил в США, где работал в качестве кинокомпозитора в Голливуде и занимался педагогической деятельностью. Депортирован в 1948 году из США в связи с обвинением его в революционно-политической деятельности — «В распространении коммунизма при помощи песен».
В 1950 году вернулся в Восточный Берлин, стал одним из ведущих композиторов ГДР. В октябре 1952 года подвергся разгромной критике за «буржуазный формализм» опубликованного либретто оперы «Иоганн Фауст» по Томасу Манну, в результате чего до июня 1953 года продолжались дебаты, в которых на стороне Эйслера были только Бертольт Брехт, Вальтер Фельзенштейн и Арнольд Цвейг. Итог дискуссии подвёл Вальтер Ульбрихт, заявив в своём выступлении: «Мы также ведем нашу борьбу [...] за сохранение нашего великого немецкого культурного наследия [...], не позволяя одной из самых важных работ нашего великого немецкого поэта Гёте быть изуродованной формализмом». В конце октября 1953 года Эйслер из Вены написал письмо в центральный комитет СЕПГ, в котором подверг себя самокритике, извинился за происшедшее и констатировал: «Я могу представить свое место в качестве художника только в той части Германии, где строятся основы социализма». Через месяц в ноябре он получил письмо из Берлинской академии искусств с уведомлением об одобрении издания многотомного собрания его сочинений. В ГДР премьера оперы состоялась в 1982 году в Берлинер ансамбль. Автор Национального гимна Германской Демократической Республики (1950). Лауреат Национальных премий (1950, 1958).
В 1964 году имя Эйслера было присвоено консерватории в Берлине, в которой он преподавал композицию со дня её основания (1950). В настоящее время она называется 
"Берлинская высшая школа музыки имени Ханса Эйслера" (нем. Hochschule für Musik „Hanns Eisler“ Berlin).

## Творчество
Свой путь в творчестве Эйслер начал как представитель музыкального авангарда. К этому периоду относятся две фортепианные сонаты, написанные в атональной манере. В дальнейшем музыкальный язык Эйслера стал более традиционным и умеренным.
Эйслер — создатель немецкой революционной песни (боевая песня), характерными чертами которой являются маршевая ритмика, лаконизм инструментального сопровождения и антибуржуазная направленность. Его песни оказали влияние на дальнейшее развитие революционной песни.

## Избранные сочинения
- Кантата «Меры приняты» (нем. Die Maßnahme; либретто Брехта; 1930)
- Маленькая симфония (1932)
- Симфоническая сюита (1933)
- Кантата «Мать» (для чтеца, солистов, хора и 2 фп.; либретто Брехта по мотивам романа М.Горького; 1935)
- Гимн ГДР (1949)
- Штурмовая сюита (нем. Sturm-Suite, для оркестра; 1957)
- Немецкая симфония (для солистов, хора и оркестра, 1957)
- Серьёзные песни (нем. Ernste Gesänge, для баритона и струнного оркестра; 7 песен на тексты разных поэтов; 1962)

### Избранные песни
- «Левый марш» (Linker Marsch) — на стихи В. Маяковского (немецкий перевод Хуго Хупперта)
- «Песнь Коминтерна» (Kominternlied), в России известная как «Заводы вставайте», 1928
- «Баллада о мёртвом солдате» — на стихи Б. Брехта, 1929
- «Тревожный марш» (Der heimliche Aufmarsch) — на стихи Э. Вайнерта, 1930
- «Песня солидарности» (Solidaritätslied) — на стихи Б. Брехта, 1931
- «Песня Единого фронта» (Einheitsfrontlied) — на стихи Б. Брехта, 1934
- «Немецкая песня», 193.

### Неоконченные сочинения
- «Йоганнес Фауст», опера

### Книги
- «Сочинение музыки к фильмам», 1949.
- «А. Шёнберг», 1955.